# Harville
Harville é uma comuna francesa na região administrativa de Grande Leste, no departamento de Meuse. Estende-se por uma área de 5,54 km². Em 2010 a comuna tinha 116 habitantes (densidade: 20,9 hab./km²).